# Hraničné Petrovice
Obec Hraničné Petrovice (německy Petersdorf) se nachází v okrese Olomouc v Olomouckém kraji. Leží v Nízkém Jeseníku, asi 7,5 km východně od Šternberka. Žije zde 141 obyvatel.

## Historie

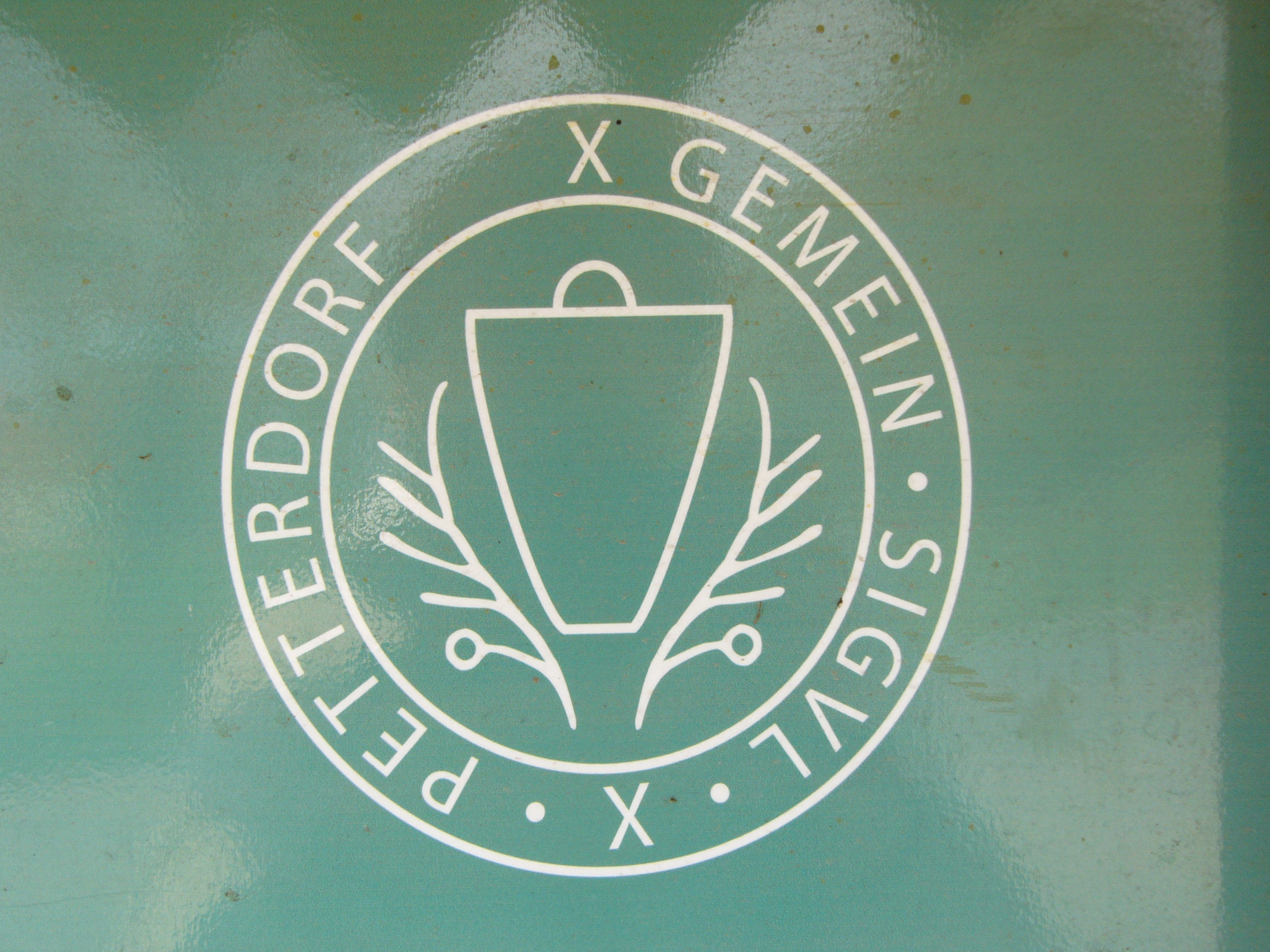
Pečeť obce

Původně šlo o vesnice dvě: Hraničné, o nichž je první zmínka roku 1353, a Petrovice, které se poprvé připomínají v roce 1364. Současná obec vznikla jejich splynutím v roce 1798, ale až do roku 1922 se nazývala jen Petrovice. Obě nejdříve patřily k místnímu lénu olomouckého biskupství, v roce 1403 toto léno koupil Petr z Kravař, čímž se staly součástí šternberského panství.
Se vznikem obecních samospráv roku 1850 se z nich stala samostatná obec v politickém a soudním okrese Šternberk. Šlo o malou, převážně sudetoněmeckou obec, jejíž obyvatelé pracovali v okolních kamenolomech. V údolí řeky Bystřice byl také provozován Petrovický či Schenkův mlýn. Po roce 1938 se Hraničné Petrovice staly součástí Sudet, po válce byli jejich původní obyvatelé odsunuti a vesnice byla dosídlena Čechy z vnitrozemí. V roce 1971 byl pro Hraničné Petrovice a Domašov nad Bystřicí zřízen společný místní národní výbor, ovšem po roce 1990 jde opět o samostatné obce.
| Rok      | 1869 | 1880 | 1890 | 1900 | 1910 | 1921 | 1930 |
| -------- | ---- | ---- | ---- | ---- | ---- | ---- | ---- |
| Obyvatel | 469  | 470  | 435  | 462  | 468  | 446  | 393  |
| Domů     | 63   | 64   | 67   | 68   | 71   | 72   | 81   |
| Rok      | 1950 | 1961 | 1970 | 1980 | 1991 | 2001 | 2011 |
| Obyvatel | 251  | 253  | 240  | 205  | 164  | 148  | 134  |
| Domů     | 79   | 48   | 38   | 40   | 49   | 45   | 44   |

1. ↑  Z toho 386 osob národnosti německé a 7 československé.[8]

## Pamětihodnosti
- kostel sv. Petra a Pavla z roku 1768
- Sousoší Piety z roku 1870 u staré vojenské cesty

V blízkosti obce jsou dvě větrné elektrárny.